# Spikes (Leichtathletik)

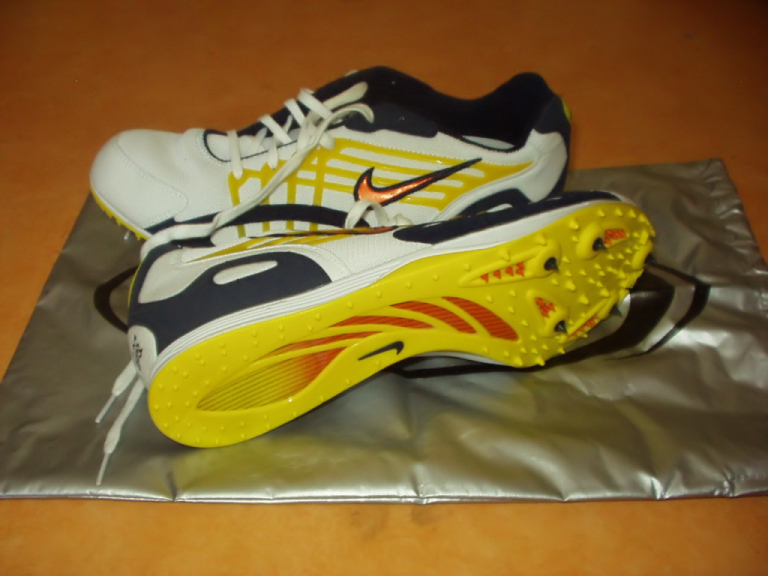
Typische Allround-Spikes

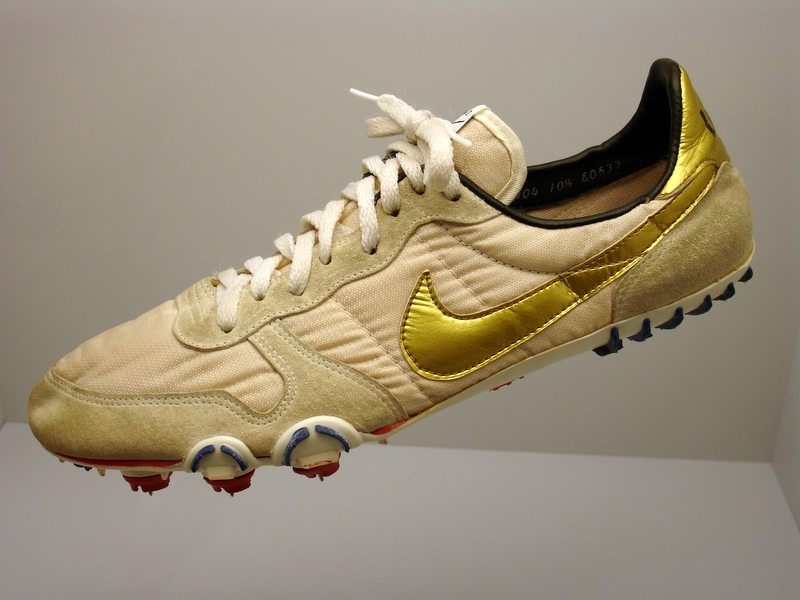
Spikes von Carl Lewis

Spikes (Nagelschuhe) sind in der Leichtathletik übliche Schuhe mit an der Sohle angebrachten Dornen. Damit wird einerseits eine effizientere Kraftübertragung ermöglicht, anderseits wird die Bodenhaftung wesentlich verbessert, was vor allem bei nasser Laufbahn von erheblichem Vorteil ist.

## Varianten
Aufgrund der vielfältigen Anforderungen, welche an Spikes gestellt werden, wurden im Laufe der Zeit disziplinspezifische Schuhe entwickelt. Im Allgemeinen werden die Dornen auf Höhe des vorderen Drittels der Fußsohle angebracht. Es können aber, insbesondere bei den Disziplinen Speerwurf und Hochsprung, auch Dornen auf Fersenhöhe angebracht sein.

## Laufdisziplinen
In den Laufdisziplinen variiert im Wesentlichen die Härte, bzw. Dämpfung des Schuhs. Besitzt der Sprint-Schuh meist eine starre, harte Kunststoffplatte als Sohle und keinerlei Fersenpolsterung, so hat ein Mittel- oder Langstrecken-Schuh eine eher flexible Sohle und besitzt im Fersenbereich Polster. Zusätzlich kann zwischen Kurzsprint- und Langsprintspikes unterschieden werden. Mit zunehmender Renndistanz nimmt die Härte des Schuhs ab und gleichzeitig die Polsterung zu. Die auf eine bestimmte Länge beschränkten Dornen befinden sich lediglich im vorderen Drittel der Schuhsohle, da dort beim Vorfußlauf der Abdruck aus dem Fußballen stattfindet. Dornen auf Fersenhöhe würden den Läufer nur unnötig beim Abrollen behindern.
Die typische Länge der einzelnen Spikes beträgt je nach Einsatz und Schuhmodell auf der Bahn 3–9 Millimeter. Im Crosslauf werden je nach Bodenbeschaffenheit Spikes bis 15 mm verwendet. Meist können die Spikes einzeln ausgetauscht werden, jedoch werden auch Schuhe mit fest eingebauten Spikes hergestellt.

### Bürstenschuhe
In der Vorbereitung auf die Olympischen Spiele 1968 wurden sogenannte Bürstenschuhe (engl. brush spikes) verwendet, die 68 Dornen anstelle der üblichen vier oder sechs Dornen hatten und eine bessere Haftung auf den neuentwickelten Tartanbahnen erzielten. Sie wurden jedoch für internationale Vergleiche nicht zugelassen und kamen wieder aus dem Gebrauch, da sie durch die hohe Anzahl der Dornen schon nach kurzer Zeit die Tartanbahn immer mehr zerstörten. Die US-Sprinter John Carlos (200 m), Vince Matthews und Lee Evans (400 m) erzielten mit ihnen im Sommer 1968 Weltbestzeiten, die jedoch von der IAAF nicht als Weltrekorde anerkannt wurden. Ähnliche Bürstenschuhe werden immer noch von Bobsportlern getragen.

## Wurfdisziplinen
In den Wurfdisziplinen Kugelstoßen, Diskus- und Hammerwurf werden keine Spikes verwendet, da die Athleten ihre Geräte aus einem sog. Wurfkreis, dessen Boden aus Beton ist, abwerfen. Im Speerwurf hingegen sind Spikes praktisch unabdingbar. Sie sind im Allgemeinen höher als die üblichen Allround-Spikes, da im Verlaufe des Abwurfes sehr starke Kräfte auf die Sprunggelenke wirken und deshalb eine gewisse Stützung von Vorteil ist. Des Weiteren besitzen sie auch Dornen im Fersenbereich, denn beim Abwurf wird der ganze Fuß flach auf den Boden aufgesetzt.

## Sprungdisziplinen
Für die Disziplinen Weit-, Drei- und Stabhochsprung werden den Sprint-Spikes sehr ähnliche Schuhe verwendet. Für den Hochsprung werden Spikes verwendet, welche ein wenig höher sind als normale Spikes, da auch hier beim Absprung enorme Kräfte auf das Sprunggelenk wirken. Ebenfalls besitzen Hochsprung-Schuhe im Fersenbereich zusätzliche Dornen, da der Fuß beim Absprung komplett auf dem Boden aufgesetzt wird.